# متطلبات الحصول على تأشيرة لمواطني الأردن
متطلبات التأشيرة للمواطن الأردني اعتبارًا من 7 يوليو 2020، كان المواطنون الأردنيون يتمتعون بإمكانية الدخول إلى 61 دولة وإقليمًا بدون تأشيرة أو تأشيرة عند الوصول، مما جعل جواز السفر الأردني يحتل المرتبة 92 من حيث حرية السفر وفقاً لمؤشر جواز سفر هينلي.

## التأشيرة في 2014
وفقا ل«مؤشر القيود هينلي فيزا عام 2013»، يمكن لحاملي جواز سفر أردني مع الرقم الوطني زيارة 45 دولة بدون تأشيرة أو تأشيرة عند الوصول. جواز السفر الأردني لديه درجة منخفضة جدا على «مؤشر القيود هينلي للفيزا عام 2013» (من بين أدنى المعدلات، يأتي في المرتبة 82 مع الكونغو، رواندا والكاميرون)، ويترتب على وزارة الشؤون الخارجية والمغتربين القيام بإتفاقيات مع عدة دول لإلغاء التأشيرة للأردنيين.

## خريطة الدول حسب منح التأشيرة

البلدان والأقاليم التي لا تحتاج تأشيرة، أو تطلب تأشيرة دخول عند الوصول وذلك لحاملي جوازات السفر الأردنية العادية
الأردن
الدخول بدون تأشيرة
تاشيرة الدخول عند الوصول
تأشيرة إلكترونية (eVisa)
التأشيرة متاحة عند الوصول أو عبر الإنترنت
التأشيرة مطلوبة
تأشيرة مجانية لجوازات السفر للشؤون العامة

## قائمة الدول حسب متطلبات التأشيرة

### أفريقيا
| الدولة أو الأقليم | شروط الحصول على التاشيرة |
| ----------------- | --- |
| بوروندي           | تصدر التأشيرة لدى وصوله |
| الرأس الأخضر      | تصدر التأشيرة لدى وصوله |
| جزر القمر         | تصدر التأشيرة لدى وصوله |
| جيبوتي            | 1-تصدر التاشيرة لدى وصوله مقابل 3000 فرنك جيبوتي (حوالي 0.0040 دينار إردني)                                                        |
| مصر               | شهر واحد |
| ليبيا             | شهر واحد |
| مدغشقر            | تصدر التاشيرة لدى وصوله لمدة 90 مقابل 140,000 ارياري مالاجاشي                                                                      |
| موريشيوس          | تصدر الفيزا عند الوصول لمدة 60 يوم                                                                                                 |
| موزمبيق           | تصدر الفيزا عند الوصول لمدة 30 يوم مقابل 25 دولار أمريكي                                                                           |
| سيشل              | شهر واحد |
| تنزانيا           | 3 تصدر التاشير لدى وصوله لمدة شهر واحد لدى وصوله                                                                                   |
| توغو              | 7- تصدر التاشيرة بعد يوم من وصوله لمدة 7 ايام ويختلف وتتراوح من 35,000 فرنك غرب أفريفيا حسب مدة الاقامة (حوالي 0.0016 دينار إردني) |
| أوغندا            | تصدر التاشيرة لدى وصوله لمدة 3 شهور مقابل 50 دولار أمريكياندونيسيا سمحت مؤخرا" لدخول الأردنيين ضمن 75 دولة إلى اراضيها بدون تاشيرة |
| جنوب أفريقيا      | 1 شهر |
| زامبيا            | 3 تصدر التاشيرة لدى الوصول لمدة 90 يوم مقابل 50 دولار                                                                              |

### أمريكا
| الدولة أو الأقليم | شروط الحصول على التاشيرة                                                        |
| ----------------- | ------------------------------------------------------------------------------- |
| دومينيكا          | 21 يوم                                                                          |
| الإكوادور         | 90 يوم                                                                          |
| نيكاراغوا         | 3 شهور                                                                          |
| هايتي             | 3 شهور                                                                          |
| جزر توركس وكايكوس | 30 يوم، لحاملي تأشيرة دخول لكندا، المملكة المتحدة أو الولايات المتحدة الأمريكية |
| المكسيك           | اذا كنت تحمل الفيزا الأمريكية تستطيع الحصول على فيزا لمدة 180 يوم               |
| بوليفيا           | تدفع رسوم 360.00 بوليفيانو بوليفي (حوالي 51.00 دولار)                           |

### اسيا
| الدولة أو الأقليم     | شروط الحصول على التاشيرة                                                                                              |
| --------------------- | --- |
| جمهورية الصين الشعبية | تحصل على فيزا لمدة 6 أيام اذا كنت مسافرا ضمن مجموعة سياحية منظم بواسطة شركة سياحية صينية أو وكالة سياحية صينية مسجلة. |
| أذربيجان              | تصدر الفيزا عند الوصول فقط لحاملي شهادة حسن سلوك مصدرة من أذربيجان.                                                   |
| بنغلاديش              | 90-تصدر التاشيرة من سفارة بنغلادش في الأردن ولا تعطى التاشيرة للاردني عند الوصول                                      |
| أرمينيا               | 120-تصدر التاشيرة لدى وصوله مقابل 50 دولار                                                                            |
| كمبوديا               | تصدر الفيزا عند الوصول لمدة 30 يوم US$20                                                                              |
| جورجيا                | 3 لا تحتاج إلى فيزا تاريخ التعديل 27/1/2017                                                                           |
| هونغ كونغ             | لشهر واحد |
| لاوس                  | 30-تصدر الفيزا عند الوصول لمدة 30 يوم مقابل 30 دولار أمريكي                                                           |
| لبنان                 | لمدة ثلاثة أشهر |
| ماكاو                 | تصدر الفيزا عند الوصول لمدة 30 يوم                                                                                    |
| ماليزيا               | لمدة ثلاثة أشهر |
| كوريا الجنوبية        | 30،يوما فقط للقادمين من مطار جيجو الدولي                                                                              |
| جزر المالديف          | لمدة 30 يوم |
| نيبال                 | تحتاج فيزا قبل الذهاب                                                                                                 |
| سوريا                 | لمدة شهر واحد |
| تيمور الشرقية         | تصدر الفيزا عند الوصول لمدة 30 يوم US$30                                                                              |
| تركيا                 | الفيزا غير مطلوبة فقط للفيزا السايحية وتصدر لمدة 90 ولغاية 180 يوم                                                    |
| طاجيكستان             | لمدة 45 يوم |
| اليمن                 | تأشيرة مجانية لمدة 3 أشهر صدر لدى وصولهl                                                                              |

### أوروبا
| الدولة أو الأقليم | شروط الحصول على التاشيرة                                                   |
| ----------------- | -------------------------------------------------------------------------- |
| أرمينيا           | 120-يجب الحصول على تاشيرة قبل السفر درهم أرميني (حوالي 0.0287 دينار إردني) |
| كوسوفو            |                                                                            |

### أوقيانوسيا
| الدولة أو الأقليم         | شروط الحصول على التاشيرة |
| ------------------------- | ------------------------ |
| جزر كوك                   | 31 يوم                   |
| ولايات ميكرونيسيا المتحدة | 30 يوم                   |
| نييوي                     | 30 يوم                   |
| بالاو                     | 30 يوم                   |
| ساموا                     | 60 يوم                   |
| توفالو                    | 1 شهر                    |